# Den norske filmfestivalen
Den norske filmfestivalen, även kallad Filmfestivalen i Haugesund är en årligt återkommande filmfestival i Haugesund i Norge. Den räknas som den största och viktigaste filmfestivalen i Norge. Festivalen arrangerades första gången 1972. Amandaprisen, Norges motsvarighet till Guldbaggen, delas ut under festivalen. Festivalen arrangeras av Den norske filmfestivalen AS som ägs av branschorganisationen Film & Kino (tidigare Kommunale Kinematografers Landsforbund (KKL), två tredjedelar av aktierna) och Haugesund kommun (en tredjedel).